# Icilio Pelizza
Icilio Epaminonda Fermo Libero Severo Pelizza (Parma, 10 maggio 1832 – Stigliano, 10 novembre 1861) è stato un militare italiano.
Morì nel corso della battaglia di Acinello, in Basilicata, combattuta dalle forze regolari del Regio esercito contro i briganti.

## Biografia
Figlio di un orefice, nel 1845 entrò nel Collegio Militare ducale, raggiungendo il grado di sottotenente nel 1853 e luogotenente nel 1859. Divenuto capitano del Regio esercito nel 1861, venne mandato in Basilicata, dove ormai da qualche mese imperversavano bande di briganti ed ex soldati borbonici. La banda più agguerrita e organizzata era quella di Carmine Crocco e del suo sottoposto Ninco Nanco. A dar loro man forte era giunto il generale spagnolo José Borjes, inviato con il preciso compito di organizzare un esercito volto a rovesciare il nuovo governo sabaudo e a restaurare il Regno delle Due Sicilie.
Il 9 novembre, i briganti di Crocco e Borjes assalirono una colonna di guardie nazionali, uccidendone quattro, dopodiché si erano rifugiati ad Aliano. Il giorno seguente Pelizza, a capo di due compagnie di bersaglieri del 62º fanteria, venne raggiunto dalle guardie nazionali di Corleto Perticara guidate dal maggiore Petruccelli. I due decisero di dar battaglia ai briganti in campo aperto ad Acinello, presso Stigliano.
Lo scontro fu fin dai primi momenti furioso. Dopo un assalto della cavalleria di Ninco Nanco le guardie nazionali si ritirarono. Pelizza e i suoi bersaglieri furono attaccati da destra e da sinistra nei pressi del Mulino di Acinello da due compagnie di briganti. Vistolo in difficoltà Borjes lo face assalire alle spalle da una terza compagnia. Al fine di sfuggire all'accerchiamento Pelizza ordinò l'assalto alla baionetta. Fu proprio in questo momento che il capitano sabaudo rimase ucciso, chi come dice Basilide Del Zio, da colpo di pistola in fronte sparato da Borjes, chi come Crocco da una fucilata sparata da un giovane brigante. I suoi bersaglieri riuscirono in parte a fuggire e a riparare a Stigliano.
Il corpo di Pelizza venne decapitato dai briganti durante le convulsioni successive allo scontro, e infine restituito alle autorità di Corleto Perticara per insistenza di Borjes, rispettoso verso il cadavere di un uomo che aveva dimostrato coraggio morendo lontano da casa per il proprio re. La sua sciabola venne rinvenuta in un bosco e in seguito donata al comune di Parma dal milite della guardia nazionale italiana Nicola Chiaromonte (militare).

## Memoria
Il capitano Pelizza fu, probabilmente, il primo ufficiale del regio esercito a morire per mano dei briganti in Basilicata. Venne sepolto a Corleto Perticara, in cui venne eretto un monumento in suo onore con le seguenti iscrizioni dettate dal colonnello Marchetti, comandante del 62º fanteria.
La città di Parma rese omaggio al suo cittadino, incidendo il suo nome su una lapide collocata sul pilastro sud-ovest dei Portici del Grano, per ricordare i caduti del Risorgimento. Il colonnello Marchetti lo ricordò con queste parole:
Lo stesso Crocco anni dopo, ormai un uomo anziano in carcere, ricordò nelle proprie memorie biografiche il valore del suo nemico, che «animava i suoi bravi piemontesi colle parole e coll'esempio e, armato di fucile come un soldato semplice, continuava a far fuoco contro di noi, senza curarsi del nostro accerchiamento».